# Midlothian
Midlothian (gälisch Meadhan Lodainn, seltener auch Edinburghshire) ist eine von 32 Council Areas in Schottland. Sie liegt südlich des Firth of Forth und grenzt an Edinburgh, East Lothian und Scottish Borders. Midlothian ist Partnerbezirk des ungarischen Komitats Komárom-Esztergom sowie des deutschen Kreises Heinsberg und außerdem eine der Lieutenancy Areas von Schottland.
Midlothian ist auch eine traditionelle Grafschaft. Als solche umfasst Midlothian auch Edinburgh und grenzt an West Lothian, East Lothian, Berwickshire, Selkirkshire sowie Peeblesshire.

## Städte und Dörfer
- Bonnyrigg
- Crichton
- Dalkeith
- Danderhall
- Gorebridge
- Lasswade
- Loanhead
- Mayfield
- Newtongrange
- Pathhead
- Penicuik
- Rosewell
- Roslin
- Temple

## Sehenswürdigkeiten
- Butterfly and Insect World
- Crichton Souterrain
- Crichton Castle
- Castlelaw Hillfort mit Souterrain
- Dalkeith Palace
- Edinburgh Crystal
- Pentland Hills
- Roslin Castle
- Rosslyn Chapel
- Scottish Mining Museum, ein Ankerpunkt der  Europäischen Route der Industriekultur (ERIH)
- Vogrie Country Park
- Water of Leith
- siehe auch Liste der Kategorie-A-Bauwerke in Midlothian

## Politik
Der Council von Midlothian umfasst 18 Sitze, die sich wie folgt auf die Parteien verteilen:
| Partei | Sitze |
| ------ | ----- |
| Labour | 7     |
| SNP    | 6     |
| LibDem | 5     |